# Ouarville
Ouarville – miejscowość i gmina we Francji, w Regionie Centralnym, w departamencie Eure-et-Loir.
Według danych na rok 1990 gminę zamieszkiwało 468 osób, a gęstość zaludnienia wynosiła 23 osoby/km² (wśród 1842 gmin Centre, Ouarville plasuje się na 703. miejscu pod względem liczby ludności, natomiast pod względem powierzchni na miejscu 649.).